# Hirsutodiscus
Hirsutodiscus is een geslacht van weekdieren uit de klasse van de Gastropoda (slakken).

## Soort
- Hirsutodiscus rakiura (Climo, 1971)